# Пећина (филм)
Пећина је југословенски и српски кратки документарни филм из 2000. године. Филм је режирао Грегор Зупанц, а продукцију потписују  Дунав филм и Арт ТВ.
Главну и једну улогу у филму тумачи српски репер и певач Иван Ивановић Ђус. Филм је сниман непосредно након НАТО бомбардовања СРЈ, 1999. године а имао је две премијере, 1. марта 2000. односно 20. марта 2003. године.
Na Фестивалу кратких филмова у Београду 2000. године, филм је добио награду.
Филм говори о уличној уметности и графити сцени у Београду из угла Ивана Ивановића Ђуса, српског репера и цртача графита.

## Улоге
| Глумац            | Улога      |
| ----------------- | ---------- |
| Иван Ивановић Ђус | самог себе |

| Сценариста           | Грегор Зупанц   |
| Директор фотографије | Огњен Миловић   |
| Асистент камере      | Филип Милеуснић |
| Mонтажер             | Милан Пејиновић |